# Сесілія Ахерн
Сесілія Ахерн (англ. Cecelia Ahern) — ірландська письменниця, сценаристка й телепродюсерка, авторка численних любовних романів; продюсерка і співавторка серіалу «Хто така Саманта?».

## Життєпис
Сесілія Ахерн народилася 30 вересня 1981 року, у місті Дублін, Ірландія у сім'ї Берті і Мір'ям Ахернів. Батько — колишній прем'єр-міністр Ірландії (представник партії «Фіанна Файл», яка виступає за мирне врегулювання конфлікту з Північною Ірландією). Мати — домогосподарка, займається благодійністю (CARI (Діти в небезпеці в Ірландії)). Нині її батьки розійшлись, але не розлучились. Старша сестра Джорджина (4 травня 1979) одружена з Ніккі Бірном, учасником ірландського гурту Westlife, 20 квітня 2007 року народила близнюків Рокко і Джей, Сесілія стала їх хрещеною.
Закінчила факультет журналістики. 
Одружена з Девідом Коагеном, 13 грудня 2009 року народила доньку Робін, 23 липня 2012 року — сина Соні.

## Діяльність
Почала писати у семирічному віці: оповідання, вірші, книги.
У 21 рік написала дебютний роман «P.S. Я кохаю тебе», який продавався в понад 40 країнах. У 2007 компанія «Warner Bros» і «Wendy Finerman Productions» взялася за екранізацію твору. У фільмі «P.S. Я кохаю тебе» зіграли Джерард Батлер та Гіларі Свонк.
Книга посіла перші місця в рейтингах бестселерів США, Англії, Ірландії, Німеччини, в останній протримавшись 52 тижні. У листопаді 2004 року друга книга Ахерн, «Де закінчується веселка», також досягла вершини рейтингів в Ірландії і Великій Британії. У списку найкращих в Ірландії роман протримався 12 тижнів. Її третю книгу, «Подивися на мене», опубліковано в листопаді 2005 р. Роман також став міжнародним бестселером.
У 2006 році вийшов четвертий роман «Там, де ти» і також став № 1 в Ірландії і Сполученому Королівстві. Ахерн отримала численні нагороди, зокрема: «Найкращий дебютант» (the British Book Awards, 2004/2005) за роман «P.S. Я кохаю тебе»; Ірландська літературна премія (Irish Post Award, 2005) і в цьому ж році, згідно з голосами німецьких читачів, здобула премію «Корайн» за другу книгу «Де закінчується райдуга».
У 2006 році письменниця ввійшла до списку Дублінської літературної премії, а 2007 року нагороджена премією «Fun Fearless Fiction Award» від журналу «Космополітен» за роман «Подивися на мене».
Ахерн є однією із творчинь і продюсеркою півгодинного комедійного шоу «Хто така Саманта?». Також пише невеликі оповідання, весь гонорар від яких спрямовує на благочинність.
Книги пише у нічний час — починає о 22 годині, а закінчує о 6-7 ранку.

## Премії
- 2004 — Британська книжкова премія (англ. The British Book Awards)[8] за роман «P.S. Я кохаю тебе».
- 2005 — премія «Айріш Пост» (англ. Irish Post Award)
- 2005 — Літературна премія Корайн (Corine Literature Prize[en])[9] за роман «Де закінчується райдуга»
- 2006 — Fun Fearless Fiction Award[10] за роман «Подивися на мене»

У 2006 році Сеселія Ахерн ввійшла до списку номінантів Дублінської літературної премії.

### Книжки
| Рік  | Назва                     | Назва оригінал                        | Примітки                                                                 |
| ---- | ------------------------- | ------------------------------------- | ------------------------------------------------------------------------ |
| 2002 | P.S. Я люблю тебе         | P.S. I Love You                       |                                                                          |
| 2004 | Де закінчуються веселки   | Where Rainbows End                    | Love, Rosie or Rosie Dunne (З любов'ю Роузі чи Роузі Данн) (Назва в США) |
| 2005 | Подивися на мене          | If You Could See Me Now               | A Silver Lining (Лихо без Добра) (Назва в США)                           |
| 2006 | Там, де ти                | A Place Called Here                   | There's No Place Like Here (Немає місця як тут) (Назва в США)            |
| 2008 | Дякую за спогади          | Thanks for the Memories               |                                                                          |
| 2008 | Подарунок                 | The Gift                              |                                                                          |
| 2009 | Книга майбутнього         | The Book of Tomorrow                  |                                                                          |
| 2010 | Дівчина у дзеркалі        | Girl in the Mirror / The Memory Maker | Оповідання                                                               |
| 2010 | Кожного року              | Every Year                            | Оповідання                                                               |
| 2011 | Час мого життя            | The Time of my Life                   |                                                                          |
| 2012 | Сто імен                  | One hundred names                     |                                                                          |
| 2014 | Як закохатися без пам'яті | How to Fall in Love                   |                                                                          |
| 2015 | Гра в марблз              | The Marble Collector                  |                                                                          |
| 2016 | Таврована                 | Flawed                                |                                                                          |
| 2016 | Співуча пташка            | Lyrebird                              |                                                                          |
| 2017 | Ідеальна                  | Perfect                               |                                                                          |
| 2019 | Postscript                | Postscript                            |                                                                          |

### Збірники
| Рік  | Назва                            | Назва оригінал               | Примітки                                                                             |
| ---- | -------------------------------- | ---------------------------- | ------------------------------------------------------------------------------------ |
| 2004 | Момент                           | Moments                      | Новела 24 хвилини (24 Minutes)                                                       |
| 2005 | Коротко і Солодко                | Short and Sweet              | Новела Наступна зупинка: столик на двох (Next Stop: Table For Two)                   |
| 2005 | Ірландка повертається у містечко | Irish Girls Are Back in Town | Разом з Патрісією Скенлан, Джеммою Оконан і Сарою Вебб, Новела Дзвінок (The Calling) |
| 2006 | Місіс Уіппі                      | Mrs Whippy                   |                                                                                      |
| 2006 | Ніч Леді                         | Ladies Night/Girls Night In  | Разом з Венді Голден, Фреєю Норс і Кессі Келлі. Новела Кінець (The End)              |

## Екранізації творів
- 2007 — P.S. Я кохаю тебе
- 2014 — З любов'ю, Розі

## Переклади українською
- Сесілія Ахерн. «Де закінчується райдуга». — К.: Махаон-Україна, 2010. Переклала Наталія Трохим
- Сесілія Ахерн. Час мого життя. — Х. : КСД, 2013. — 400 с. — ISBN 978-966-14-4277-0.
- Сесілія Ахерн. Таврована. — К. : Рідна мова, 2016. — 376 с. — ISBN 978-966-917-104-7, 978-966-917-099-6, 978-00-0-812636-0.. Переклала Наталія Трохим
- Сесілія Ахерн. Ідеальна. — К. : Рідна мова, 2017. — 424 с. — ISBN 978-966-917-153-5.
- Сесілія Ахерн. «Співуча пташка». Переклад з англійської: Переклала Н. В. Третякова. Харків: КСД, 2017. 368 стор. ISBN 978-617-12-2718-7
- Сесілія Ахерн. Гра в марблз. — К. : Рідна мова, 2018. — 384 с. — ISBN 978-966-917-294-5.